# Aéroport d'Oakland et de la baie de San Francisco
L'aéroport d'Oakland et de la baie de San Francisco (code IATA : OAK • code OACI : KOAK) se situe à Oakland en Californie, États-Unis. C'est le trente-septième aéroport nord-américain avec plus de 11 millions de passagers qui y ont transité en 2008.
L'aéroport d'Oakland est une plate-forme de correspondance secondaire pour Southwest Airlines.

## Situation
| \| 30 km1:588 000 \| San Francisco-SFO Oakland-OAK San José-SJC Sonoma-STS |
| 30 km1:588 000                                                             |

### Carte des aéroports de Californie
| Burbank Santa Rosa Arcata CA Long Beach Merced Santa Monica Fresno Los Angeles Palm Springs Sacramento San Diego San Francisco San Jose Oakland Ontario Santa Ana Monterey Chico Crescent City Imperial Inyokern Mammoth Lakes Carlsbad Bakersfield Modesto Redding San Luis Obispo Santa Barbara Santa Maria Stockton Visalia |

## Statistiques
Le graphique qui aurait dû être présenté ici ne peut pas être affiché car il utilise l'ancienne extension Graph, désactivée pour des questions de sécurité. Des indications pour créer un nouveau graphique avec la nouvelle extension Chart sont disponibles ici.

Voir la requête brute et les sources sur Wikidata.

## Compagnies et destinations
| Compagnies         | Destinations | Refs   |
| ------------------ | --- | ------ |
| Alaska Airlines    | Honolulu, Kahului, Kona, Līhuʻe, Portland, Seattle-Tacoma | [ 2 ]  |
| Allegiant Air      | Bellingham, Eugène, Las Vegas-Harry-Reid, Phoenix-Mesa-Gateway En saison : Idaho Falls (en), Kalispell (en), Memphis, Missoula | [ 3 ]  |
| American Airlines  | Phoenix-Sky Harbor | ,      |
| American Eagle     | Phoenix-Sky Harbor | [ 4 ]  |
| Azores Airlines    | En saison : Terceira-Lajes | [ 6 ]  |
| Contour Airlines   | Crescent City (Californie), Santa Barbara (en) | [ 7 ]  |
| Delta Air Lines    | Détroit, Salt Lake City En saison : Atlanta H.-Jackson | [ 8 ]  |
| Delta Connection   | Salt Lake City | [ 8 ]  |
| Hawaiian Airlines  | Honolulu, Kahului, Līhuʻe | [ 9 ]  |
| JSX                | Burbank-Hollywood, Las Vegas-Harry-Reid, Santa Ana-J. Wayne, Phoenix-Sky Harbor, Seattle-Boeing | [ 10 ] |
| Kona Shuttle       | Charter : Kona | [ 11 ] |
| Southwest Airlines | - Albuquerque, - Atlanta H.-Jackson, - Austin-Bergstrom, - Baltimore-T. Marshall, - Boise, - Burbank-Hollywood, - Chicago-Midway, - Dallas-Love Field, - Denver, - Honolulu, - Houston-W. P. Hobby, - Kahului, - Kona , - Kansas City, - Las Vegas-Harry-Reid, - Līhuʻe , - Long Beach, - Los Angeles, - Minneapolis-Saint-Paul, - Nashville, - La Nouvelle-Orléans-L. Armstrong, - Ontario, - Santa Ana-J. Wayne, - Phoenix-Sky Harbor, - Portland, - Reno-Tahoe, - Salt Lake City, - San Diego, - Seattle-Tacoma, - Spokane, - Lambert-Saint Louis En saison : - Indianapolis, - Orlando, - Puerto Vallarta, - San Antonio, - Los Cabos, - Tucson | ,      |
| Spirit Airlines    | Las Vegas-Harry-Reid, Los Angeles En saison : Chicago-O'Hare, Détroit, Fort Lauderdale-Hollywood , Houston-George Bush | "      |
| Volaris            | Guadalajara-M. Hidalgo y Costilla, León-Guanajuato (Bajio), Morelia En saison : Mexico-B. Juárez | [ 18 ] |

Édité le 18/01/2020

## Accès
L'aéroport est desservi par le système ferroviaire BART. La station de l'aéroport est sur la ligne automatique Coliseum-Oakland International Airport qui relie l'aéroport à la station BART Coliseum.